# واين أليسون
واين أليسون (بالإنجليزية: Wayne Allison)‏ (16 أكتوبر 1968 بهدرسفيلد في المملكة المتحدة - ) هو مدرب كرة قدم ولاعب كرة قدم بريطاني في مركز الهجوم. لعب مع سويندون تاون وشيفيلد يونايتد ونادي بريستول سيتي ونادي ترانمير روفرز لكرة القدم ونادي تشيسترفيلد ونادي واتفورد وهدرسفيلد تاون ونادي تشستر سيتي ونادي هاليفاكس تاون.

## وصلات خارجية
- واين أليسون على موقع قاعدة بيانات كرة القدم.إي يو (الإنجليزية)
- واين أليسون على موقع Soccerbase.com (لاعب) (الإنجليزية)